# Grafite (calciatore)
Edinaldo Batista Libânio, meglio noto come Grafite (pron. [ɡrafitʃi]; Campo Limpo Paulista, 2 aprile 1979), è un ex calciatore brasiliano, di ruolo attaccante.

## Carriera

### Club
Dopo le esperienze in Série C con Matonense e Feroviária, Grafite inizia la propria carriera professionistica nel 2001, nelle file del Santa Cruz, squadra di Recife. Nel 2002 gioca nel Grêmio, con cui totalizza sei presenze prima di andare a giocare in Corea del Sud, nel FC Seoul. Torna quasi subito in patria, acquistato dal Goiás.
Nel 2003 viene ceduto al San Paolo. È con la squadra tricolor che ottiene i migliori risultati: la vittoria della Coppa Libertadores 2005 e del Mondiale per club 2005. Proprio il palcoscenico planetario gli permette di attirare l'attenzione di alcune squadre europee, tra le quali il Le Mans, squadra della Ligue 1, che lo acquista nel gennaio 2006. In Francia disputa una stagione e mezza prima di approdare, il 31 agosto 2007, in Bundesliga al Wolfsburg.
Nel primo anno in Germania segna 11 gol in 24 incontri. Nella stagione 2008-2009 si afferma definitivamente. Con 28 gol segnati in 25 presenze si rivela decisivo per la vittoria del primo titolo tedesco da parte del Wolfsburg e forma con Edin Džeko la coppia di attaccanti più prolifica del torneo. Il 15 settembre 2009 esordisce in Champions League nella partita Wolfsburg-CSKA Mosca 3-1, segnando tutte e tre le reti per la sua squadra. Il 19 giugno 2011 viene ufficializzato il suo passaggio all'Al-Ahli per 3 milioni di euro. Con il club arabo, aggiungerà al suo palmarès 2 Etisalat Emirates Cup (stagioni 2011-2012 e 2013-2014), una Coppa del Presidente degli Emirati Arabi Uniti 2012-2013, una UAE Super Cup nel 2013 ed un Campionato emiratino nella stagione 2013-2014. e inoltre sarà nominato capocannoniere della Etisalat Emirates Cup. Durante la sua esperienza nel club arabo, sarà reduce de prestazioni colossali, segnando ben 63 reti in 79 gare all'attivo.
Il 2 febbraio 2015, lascerà ufficialmente gli Emirati Arabi Uniti per potersi spostare poco più in là, in Qatar, firmando per l'Al-Sadd. La sua esperienza qatariota, però durerà molto poco, appena 5 mesi. Tuttavia, l'attaccante brasiliano siglerà 4 volte in sole 9 presenze.
Il 15 luglio 2015, lascerà definitivamente il territorio arabo per poter tornare in patria dopo 10 anni, venendo acquistato a costo zero dal Santa Cruz, tornandoci dopo ben 14 anni. Durante la sua permanenza, continuerà a timbrare inesorabile, segnando 20 reti in 45 gare disputate nella stagione 2015-2016, portando la squadra alla promozione in massima serie dopo 10 anni.
Il 1⁰ gennaio 2017, dopo esser rimasto svincolato, firma per l'Atlético Paranaense. Questa esperienza, però non sarà del tutto brillante, con un Grafite che in 13 gare all'attivo per il club non andrà mai a segno. L'8 luglio 2017, il suo contratto con il club brasiliano sarà rescisso, ed il giocatore rimarrà svincolato.
L'11 agosto 2017, tornerà gratuitamente al Santa Cruz, annunciando di lasciare il club al termine della stagione. Nel suo ultimo anno, totalizzerà 15 presenze segnando 3 reti.
Il 23 gennaio 2018, il giocatore annuncia il ritiro dal calcio giocato.

### Nazionale
Conta quattro presenze in Nazionale brasiliana, la prima ottenuta il 27 aprile 2005 in un match contro il Guatemala.
È stato tra i 23 convocati da Dunga per i Mondiali 2010 in Sudafrica, dove ha collezionato una presenza, giocando uno spezzone di gara nella terza partita del girone contro il Portogallo dopo essere entrato dalla panchina. La partita terminata 0-0 ha sancito la qualificazione del Brasile agli ottavi di finale come prima classificata del girone con 7 punti.

## Statistiche

### Presenze e reti nei club
Statistiche aggiornate al 17 gennaio 2014
| Stagione         | Squadra          | Campionato       | Campionato | Campionato | Coppe nazionali | Coppe nazionali | Coppe nazionali | Coppe continentali | Coppe continentali | Coppe continentali | Altre coppe | Altre coppe | Altre coppe | Totale | Totale |
| Stagione         | Squadra          | Comp             | Pres       | Reti       | Comp            | Pres            | Reti            | Comp               | Pres               | Reti               | Comp        | Pres        | Reti        | Pres   | Reti   |
| ---------------- | ---------------- | ---------------- | ---------- | ---------- | --------------- | --------------- | --------------- | ------------------ | ------------------ | ------------------ | ----------- | ----------- | ----------- | ------ | ------ |
| 1998-1999        | Matonense        | C                | 0          | 0          | -               | -               | -               | -                  | -                  | -                  | -           | -           | -           | 0      | 0      |
| 2000             | Matonense        | C                | 0          | 0          | -               | -               | -               | -                  | -                  | -                  | -           | -           | -           | 0      | 0      |
| Totale Matonense | Totale Matonense | Totale Matonense | 0          | 0          |                 | -               | -               |                    | -                  | -                  |             | -           | -           | 0      | 0      |
| 2000-2001        | Ferroviária      | C                | 0          | 0          | -               | -               | -               | -                  | -                  | -                  | -           | -           | -           | 0      | 0      |
| 2001             | Santa Cruz       | A                | 22         | 5          | -               | -               | -               | -                  | -                  | -                  | -           | -           | -           | 22     | 5      |
| 2002             | Gremio           | A                | 6          | 0          | -               | -               | -               | -                  | -                  | -                  | -           | -           | -           | 6      | 0      |
| 2003             | Seoul            | KL               | 9          | 0          | -               | -               | -               | -                  | -                  | -                  | -           | -           | -           | 9      | 0      |
| 2003             | Goias            | A                | 19         | 12         | -               | -               | -               | -                  | -                  | -                  | -           | -           | -           | 19     | 12     |
| 2004             | San Paolo        | A                | 38         | 17         | -               | -               | -               | -                  | -                  | -                  | -           | -           | -           | 38     | 17     |
| 2005             | San Paolo        | A                | 6          | 0          | -               | -               | -               | -                  | -                  | -                  | -           | 2           | 0           | 8      | 0      |
| Totale Sao Paulo | Totale Sao Paulo | Totale Sao Paulo | 44         | 17         |                 | -               | -               |                    | -                  | -                  |             | 2           | 0           | 46     | 17     |
| gen.-giu. 2006   | Le Mans          | L1               | 11         | 3          | -               | -               | -               | -                  | -                  | -                  | -           | -           | -           | 11     | 3      |
| 2006-2007        | Le Mans          | L1               | 34         | 12         | -               | -               | -               | -                  | -                  | -                  | -           | -           | -           | 34     | 12     |
| ago. 2007        | Le Mans          | L1               | 6          | 2          | -               | -               | -               | -                  | -                  | -                  | -           | -           | -           | 6      | 2      |
| Totale Le Mans   | Totale Le Mans   | Totale Le Mans   | 51         | 17         |                 | -               | -               |                    | -                  | -                  |             | -           | -           | 51     | 17     |
| 2007-2008        | Wolfsburg        | BL               | 24         | 11         | -               | 4               | 1               | -                  | -                  | -                  | -           | -           | -           | 28     | 12     |
| 2008-2009        | Wolfsburg        | BL               | 25         | 28         | DP              | 3               | 4               | CU                 | 3                  | 3                  | -           | -           | -           | 31     | 35     |
| 2009-2010        | Wolfsburg        | BL               | 30         | 11         | DP              | 2               | 1               | UCL+UEL            | 4+4                | 3+3                | -           | -           | -           | 40     | 18     |
| 2010-2011        | Wolfsburg        | BL               | 28         | 9          | DP              | 3               | 1               | -                  | -                  | -                  | -           | -           | -           | 31     | 10     |
| Totale Wolfsburg | Totale Wolfsburg | Totale Wolfsburg | 107        | 59         |                 | 12              | 7               |                    | 11                 | 9                  |             | -           | -           | 130    | 77     |
| 2011-2012        | Al Ahli          | FL               | 21         | 16         | -               | -               | -               | -                  | -                  | -                  | EEC         | 12          | 13          | 33     | 29     |
| 2012-2013        | Al Ahli          | FL               | 20         | 24         | CDP             | 2               | 2               | -                  | -                  | -                  | EEC         | 2           | 0           | 24     | 26     |
| 2013-2014        | Al Ahli          | FL               | 14         | 10         | -               | -               | -               | -                  | -                  | -                  | -           | -           | -           | 14     | 10     |
| Totale Al-Ahli   | Totale Al-Ahli   | Totale Al-Ahli   | 55         | 50         |                 | 2               | 2               |                    | -                  | -                  |             | 14          | 13          | 71     | 65     |
| Totale carriera  | Totale carriera  | Totale carriera  | 277        | 119        |                 | 14              | 9               |                    | 11                 | 9                  |             | 15          | 13          | 302    | 135    |

### Cronologia presenze e reti in nazionale
| Cronologia completa delle presenze e delle reti in nazionale ― Brasile | Cronologia completa delle presenze e delle reti in nazionale ― Brasile | Cronologia completa delle presenze e delle reti in nazionale ― Brasile | Cronologia completa delle presenze e delle reti in nazionale ― Brasile | Cronologia completa delle presenze e delle reti in nazionale ― Brasile | Cronologia completa delle presenze e delle reti in nazionale ― Brasile | Cronologia completa delle presenze e delle reti in nazionale ― Brasile | Cronologia completa delle presenze e delle reti in nazionale ― Brasile |
| Data                                                                   | Città                                                                  | In casa                                                                | Risultato                                                              | Ospiti                                                                 | Competizione                                                           | Reti                                                                   | Note                                                                   |
| ---------------------------------------------------------------------- | ---------------------------------------------------------------------- | ---------------------------------------------------------------------- | ---------------------------------------------------------------------- | ---------------------------------------------------------------------- | ---------------------------------------------------------------------- | ---------------------------------------------------------------------- | ---------------------------------------------------------------------- |
| 27-4-2005                                                              | San Paolo                                                              | Brasile                                                                | 3 – 0                                                                  | Guatemala                                                              | Amichevole                                                             | 1                                                                      |                                                                        |
| 2-3-2010                                                               | Londra                                                                 | Brasile                                                                | 2 – 0                                                                  | Irlanda                                                                | Amichevole                                                             | -                                                                      | 64’                                                                    |
| 2-6-2010                                                               | Harare                                                                 | Zimbabwe                                                               | 0 – 3                                                                  | Brasile                                                                | Amichevole                                                             | -                                                                      | 59’                                                                    |
| 25-6-2010                                                              | Durban                                                                 | Portogallo                                                             | 0 – 0                                                                  | Brasile                                                                | Mondiali 2010 - 1º turno                                               | -                                                                      | 85’                                                                    |
| Totale                                                                 |                                                                        | Presenze                                                               | 4                                                                      |                                                                        | Reti                                                                   | 1                                                                      |                                                                        |

## Palmarès

### Club

#### Competizioni statali
- Campionato Goiano: 1

Goiás: 2003
- Campionato paulista: 1

San Paolo: 2005

#### Competizioni nazionali
- Campionato tedesco: 1

Wolfsburg: 2008-2009
- Etisalat Emirates Cup: 2

Al Ahli: 2011-2012, 2013-2014
- Coppa del Presidente degli Emirati Arabi Uniti: 1

Al Ahli: 2012-2013
- UAE Super Cup: 1

Al Ahli: 2013
- Campionato emiratino: 1

Al Ahli: 2013-2014

#### Competizioni internazionali
- Coppa Libertadores: 1

San Paolo: 2005
- Coppa del mondo per club: 1

San Paolo: 2005

### Individuale
- Bola de Prata della rivista Placar: 1

2003
- Capocannoniere della Bundesliga: 1

2008-2009 (28 gol)
- Calciatore tedesco dell'anno: 1

2008-2009
- Squadra dell'anno ESM: 1

2008-2009
- Capocannoniere della Etisalat Emirates Cup: 1

2011-2012